# Lipinia rouxi
Espèce
Synonymes
- Leiolopisma rouxi Hediger, 1934

Statut de conservation UICN

 LC B1a : Préoccupation mineure
Lipinia rouxi est une espèce de sauriens de la famille des Scincidae.

## Répartition
Cette espèce est endémique de Nouvelle-Irlande dans l'archipel Bismarck en Papouasie-Nouvelle-Guinée.

## Étymologie
Cette espèce est nommée en l'honneur de Jean Roux.

## Publication originale
- Hediger, 1934 : Beitrag zur Herpetologie und Zoogeographie Neu Britanniens und einiger umliegender Gebiete. Beitrag zur Herpetologie und Zoologeographie New Britanniens. Zoologische Jahrbücher. Abteilung für Systematik, Ökologie und Geographie, vol. 65, p. 441-582.